# Lotto–Soudal Ladies
Lotto–Soudal Ladies (código da equipe na UCI: LBL) é uma equipe feminina de ciclismo profissional com sede na Bélgica, que disputa as corridas dos eventos de ciclismo de estrada e pista na categoria elite, como a Copa do Mundo Feminina da União Ciclística Internacional. A equipe foi criada em 2006, e as cores do uniforme são o branco, azul e vermelho. Desde 2012, Dany Schoonbaert é o treinador e representante da equipe, e Ivan Depoorter atua como gerente administrativo. Lotto (associado à loteria belga) e Soudal (fabricante de adesivos) também patrocinam a equipe masculina Lotto–Soudal, da categoria UCI ProTour.